# センディル
センディル（Senthil、1951年3月23日 - ）は、インドのタミル語映画で活動する俳優、コメディアン。1980年代から1990年代にかけてガウンダマニと共にタミル語映画の代表的なコメディアンとして活動した。

## 生い立ち
タミル・ナードゥ州ラーマナータプラム県ムドゥクラットゥール郡近郊の小村イランジャムボーレに生まれる。1984年5月14日にカライセルヴィと結婚して2子（マニカンダ・プラブ、ヘマチャンドラ・プラブ）をもうけている。2008年と2014年に孫娘が生まれている。

## キャリア

### 俳優
13歳の時に父と仲違いして村を飛び出す。石油販売所で働いた後に個人経営のワイン販売店でウェイターとして働き、俳優に転身してドラマ出演を通してキャリアを積んだ。1979年に『Oru Koyil Iru Dheepangal』で映画デビューするが、公式には1980年公開の『Ithikkara Pakki』がデビュー作とされている。その後数年間は端役として活動したが、1983年に『Malaiyoor Mambattiyan』で主要キャストに起用される。ガウンダマニとはコメディ映画で頻繁にコンビ役として共演しており、「タミル語映画界のローレル&ハーディ」として知られるようになった。2019年にはテレビドラマ『Rasathi』に出演し、テレビシリーズにも活動の幅を広げた。

### 政治活動家
当初は全インド・アンナー・ドラーヴィダ進歩党（AIADMK）を支持していたが、後にアンマ人民進歩連盟（AMMK）を支持するようになった。2017年にS・ゴークラー・インディラの後任としてAIADMKの書記に任命され、その後はT・T・V・ディナーカランの結成したAMMKに合流した。2019年9月に同党の書記に任命されたが、2021年タミル・ナードゥ州議会議員選挙を目前にインド人民党（BJP）に入党した。

## フィルモグラフィー
- ダルマドゥライ 踊る!鋼の男（1991年） - アーラガッパン
- ヴィーラ 踊るONE MORE NIGHT!（1994年） - ラヴィカーント
- ムトゥ 踊るマハラジャ（1995年） - テーナッパン
- インドの仕置人（1996年） - パンニールセルヴァム
- アルナーチャラム 踊るスーパースター（1997年） - アリヴァラハン
- ジーンズ 世界は2人のために（1998年） - ジュノ
- あっぱたん（2000年） - マニカヴェール

## 受賞歴
| 年                       | 部門             | 作品                           | 結果   | 出典   |
| 栄誉賞                   | 栄誉賞           | 栄誉賞                         | 栄誉賞 | 栄誉賞 |
| ------------------------ | ---------------- | ------------------------------ | ------ | ------ |
| 2002年                   | カライマーマニ賞 | N/A                            | 受賞   |        |
| タミル・ナードゥ州映画賞 |                  |                                |        |        |
| 1998年                   | コメディアン賞   | 『ジーンズ 世界は2人のために』 | 受賞   | [ 22 ] |
| シネマ・エクスプレス賞   |                  |                                |        |        |
| 1987年                   | コメディ俳優賞   | 『Natpu』                      | 受賞   | [ 23 ] |